# حزب الشهامة الأردني
حزب الشهامة هو حزب سياسي أردني تأسس في عام 2013، واتخذ مقرًا له في مدينة عمان، قبل اندماجه مع حزب الراية الأردنية ليُكونا معًا حزب الأرض المباركة.

## قيادات للحزب
انتُخب مشهور الزريقات أمينًا عامًا لحزب الشهامة الأردني خلال المؤتمر التأسيسي للحزب والذي عُقد في عام 2013، ثُم أعيد انتخابه أمينًا عامًا للحزب في عام 2018 واستمر في منصبه حتى حلّ الحزب في عام 2022.

## لمحة تاريخية
تأسس حزب الشهامة الأردني في عام 2013، وعقد مؤتمره التأسيسيّ الأول بمدينة الكرك في يوليو/تموز عام 2013. وفي أغسطس/آب عام 2022 وافق مجلس مفوضي الهيئة المُستقلة للانتخاب على طلب الاندماج الذي تقدم به كل من الأمين العام لحزب الشهامة الأردني والأمين العام لحزب الراية الأردنية لدمج الحزبين في حزب واحد هو حزب الأرض المباركة، وبذلك أصبح حزب الشهامة الأردني حزبًا منحلًّا بموجب قانون الأحزاب الأردني.

## حزب الأرض المباركة
في مايو/أيار عام 2023 وافق مجلس مفوضي الهيئة المستقلة للانتخاب في الأردن على استمرار عمل حزب الأرض المباركة الذي نجم عن اندماج حزب الشهامة الأردني مع حزب الراية الأردنية بعدما تمكن الحزب من توفيق أوضاعه واستيفاء كافة الشروط التي نصّ عليها قانون الأحزاب الأردني رقم (7) والصادر في عام 2022. كانت الحكومة الأردنية قد أقرت في العام السابق قانونًا لتنظيم تأسيس الأحزاب السياسية في الأردن، وكانت مواد هذا القانون تشترط أن تُحقّق الأحزاب السياسية مجموعة من المعايير لكي تتم الموافقة على تأسيسها وتُصبح أحزابًا مُعترف بها رسميًا ويحق لها المُشاركة في الانتخابات البرلمانية الأردنية. كان من بين هذه الشروط أن ينضمّ للحزب في وقت إعلان تأسيسه ما لا يقلّ عن 1000 عضو في ستة مُحافظات أردنية مُختلفة، بحيث لا تقل نسبة النساء عن 20 بالمائة من أعضاء الحزب ولا تقل نسبة الشباب عن 20 بالمائة من الأعضاء.